# Jan van Aken (politico)
Jan Paul van Aken (Reinbek, 1º maggio 1961) è un politico e biologo tedesco, leader del partito Die Linke insieme Ines Schwerdtner dall'ottobre 2024. Nello stesso anno è stato candidato dal partito come Spitzenkandidat alle elezioni federali del 2024.
Ex membro del Bundestag dal 2009 al 2017, nonché dal 2009 al 2011 vicepresidente parlamentare di Die Linke, è membro della Commissione Affari Esteri e della Sottocommissione per il Disarmo, il Controllo degli Armamenti e la Non Proliferazione degli stessi al Bundestag.